# دجاج سيراما
دجاج سيراما الماليزي (بالإنجليزية: Ayam Serama)‏ يعتبر أخف وأصغر أنواع الدجاج في العالم، ويعتبر من دجاج الزينة ويستخدم في المسابقات والمنافسات، لذلك فهو مهم جداً بالنسبة للمهتمين بهذه السلالة.

## التاريخ
نشاء دجاج سيراما في كلنتن، ماليزيا قبل خمسين عام ومن ثم انتقل الي الولايات المتحده وأمريكا الشماليه،
ونتيجه لاستيلاد هذا النوع من الدجاج ظهرت سلالات كثيره منه ومميزه للدخول في المسابقات

### توفر السلالة بالخليج
تعد هذه السلالة من اندر أنواع الدجاج الموجود بالسعودية والخليج لكنها متوفره بكثره في الكويت وربما يعود السبب إلى حضر استيراد الطيور من اسيا.

### المواصفات والمميزات
1. يتميز بان ريش الذيل في وضع راسي مع انحناء الرقبة وصولا الي الذيل وعلى وجود الجناحين في وضع عمودي تلمس الارض في استقامه الارجل.
2. يصل وزن الديوك من 8 الي 12 اوقيه يعني تقريبا 300 – 500 غرام اما الدجاج فيصل من 6 الي 10 اوقيات تقريبا 250 الى 400 غرام أي اخف وزنا من الديوك.
3. تقاس القامة من الأرض الي اعلي المشط وتتراواح مابين 6 بوصات الي 10 بوصات. ومحيط الصدر حوالي 2 بوصه أقصر من ارتفاع القامة.
4. يتميز هذا النوع من الدجاج بامتلاك ارجل قصيره جدا.
5. يتميز بامتلاك صدر عريض وواسع نوعا ما.

### الجدل حول المواصفات القياسية
هذا الجدل أدى إلى وجود مدرستين في التفكير:
1. اعتبار مواصفات السيراما الماليزي الأصلي هي المعترف بها من قبل نادي الولايات المتحده للسيراما.
2. اعتبار مواصفات السيراما التي تم تطويرها واستيلادها هي المعترف بها من قبل مجلس السيراما لأمريكا الشمالية.

### خصائص السيراما (للمسابقات)
- من ناحيه الحجم:

وزن السيراما لابد ان يكون 350 جرام وينبغي ان يكون اقل من 20 سم في الارتفاع بالنسبة لديك بالغ و14 سم بالنسبة للدجاجه البالغه.
والبيض ينبغي ان يكون مابين 12- 16 جرام.

## معرض الصور

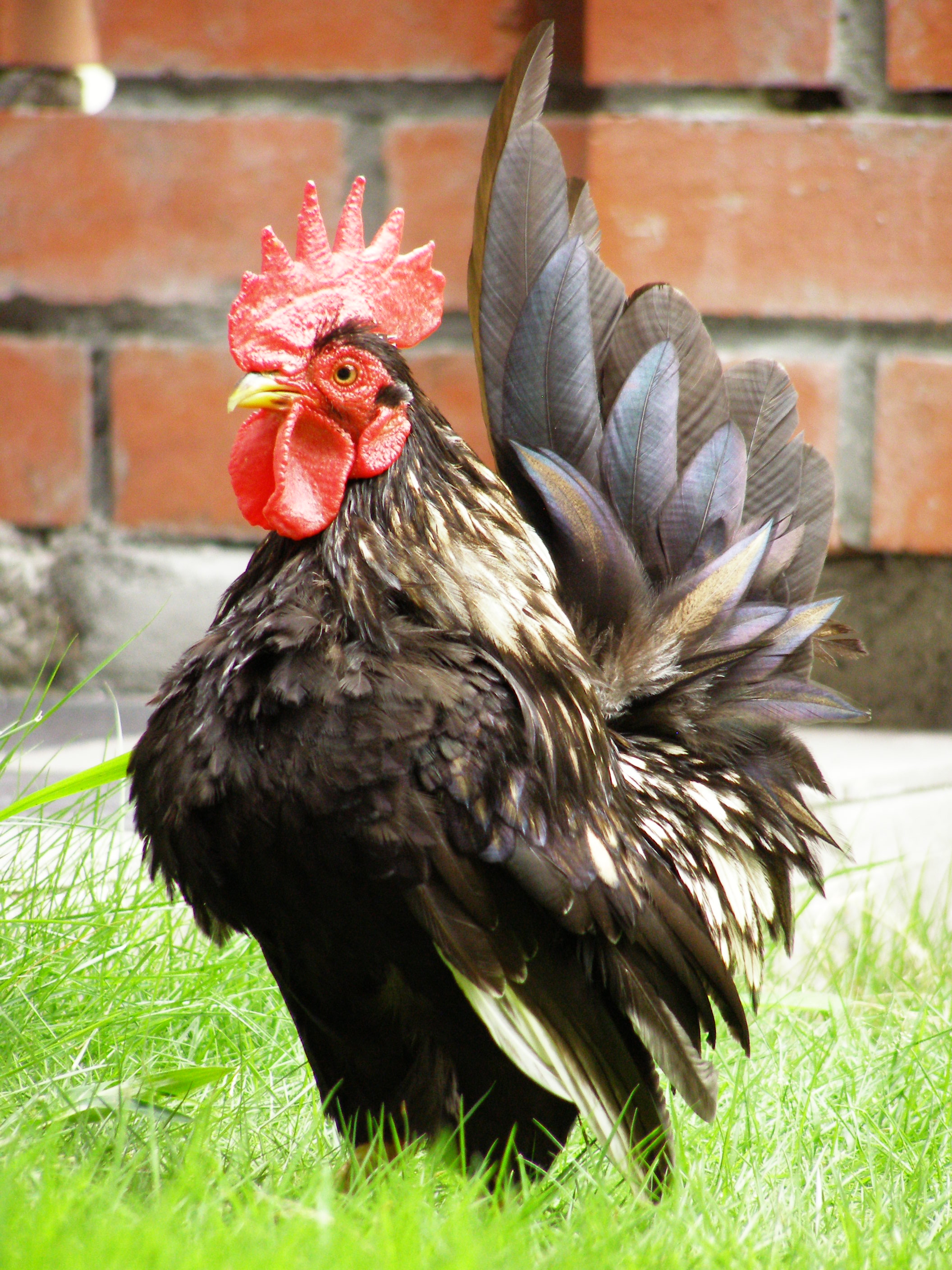
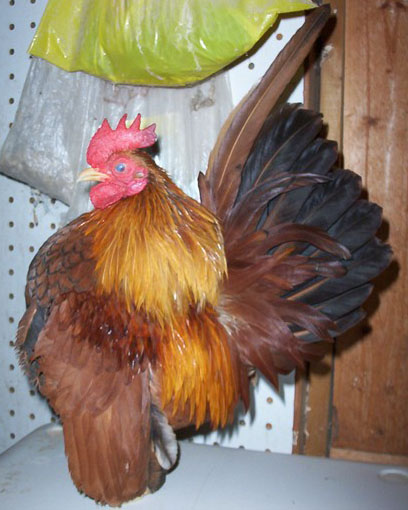
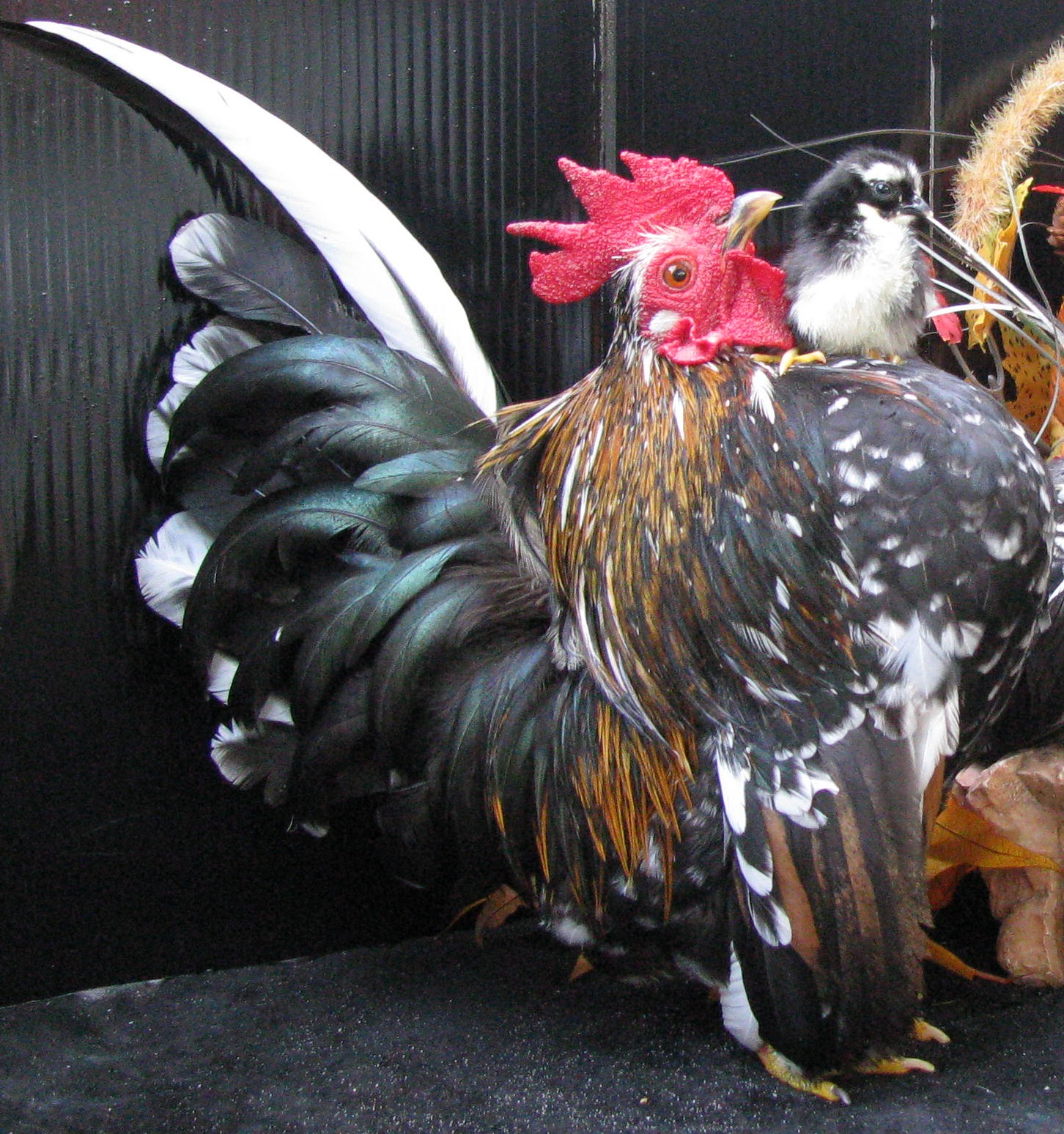
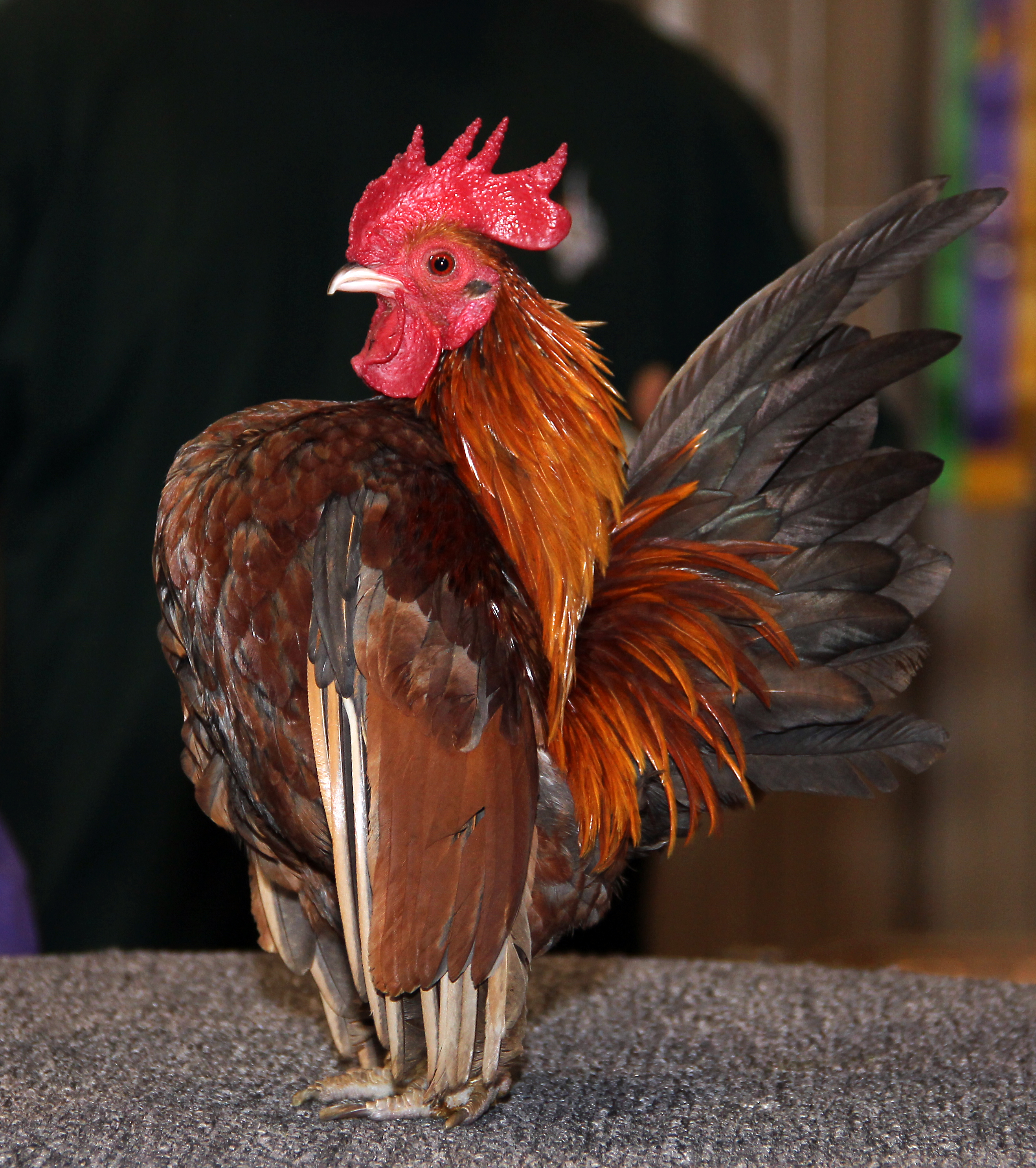

## وصلات خارجية
- موقع دواجن السعودية